# Diplotaxis aequalis
Diplotaxis aequalis är en skalbaggsart som beskrevs av Mont A. Cazier 1940. Diplotaxis aequalis ingår i släktet Diplotaxis och familjen Melolonthidae. Inga underarter finns listade i Catalogue of Life.